# Meilenblätter von Sachsen

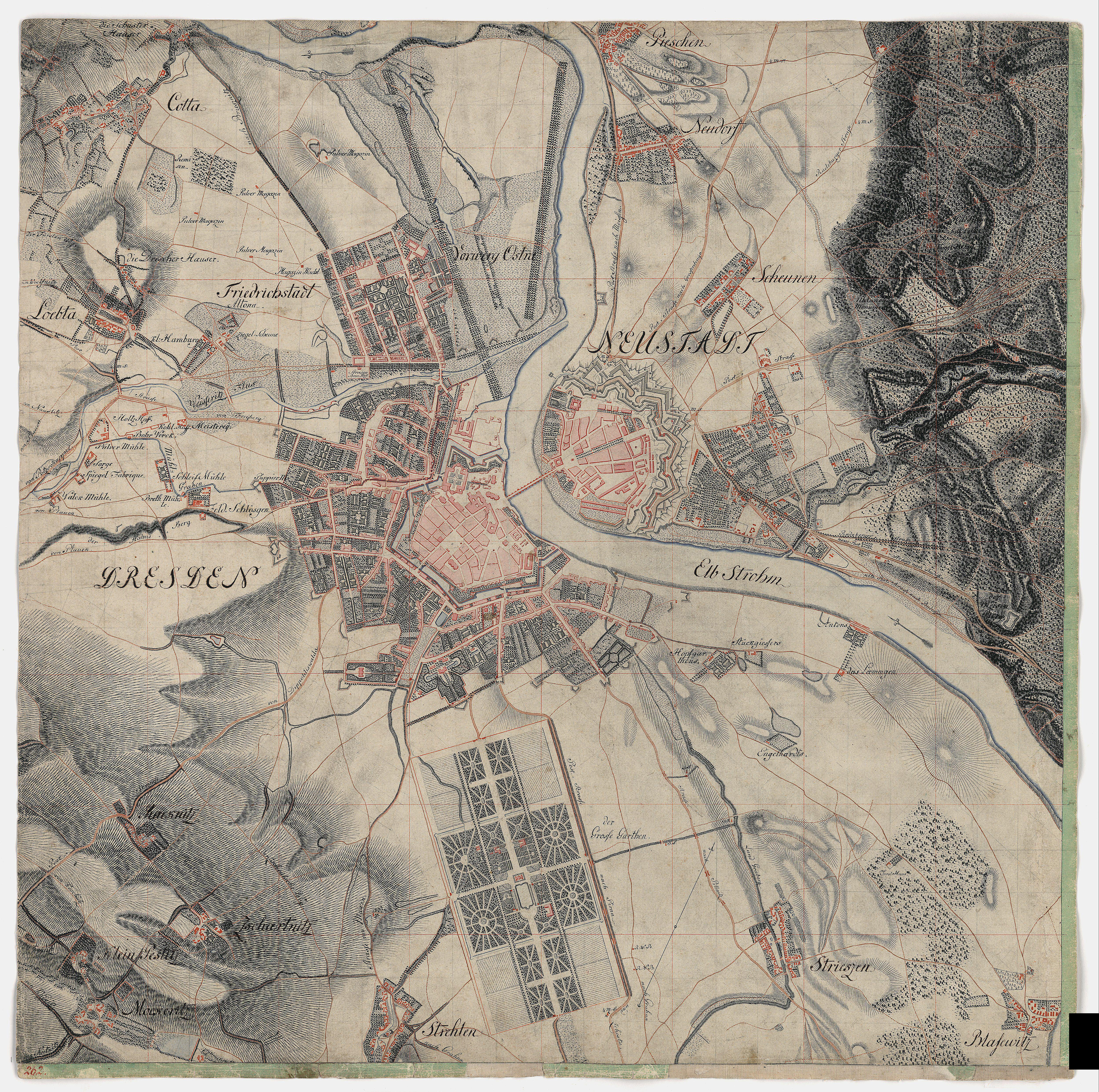
Darstellung von Dresden im Berliner Exemplar der Sächsischen Meilenblätter (Zustand um 1780)

Die Meilenblätter von Sachsen sind das Ergebnis der kursächsischen topographischen Landesaufnahme, die mit Unterbrechungen zwischen 1780 und 1825 durchgeführt wurde. Insbesondere unter Leitung von Friedrich Ludwig Aster wurden hierbei 445 großformatige, detaillierte Kartenblätter im Maßstab 1:12.000 erstellt. Neben dem Original existieren noch zwei Abzeichnungen. Auf jedem Blatt wurde eine sächsische Quadratmeile (etwa 6,8 × 6,8 km) abgebildet, daher auch der Name „Meilenblätter“.

## Geschichtlicher Überblick

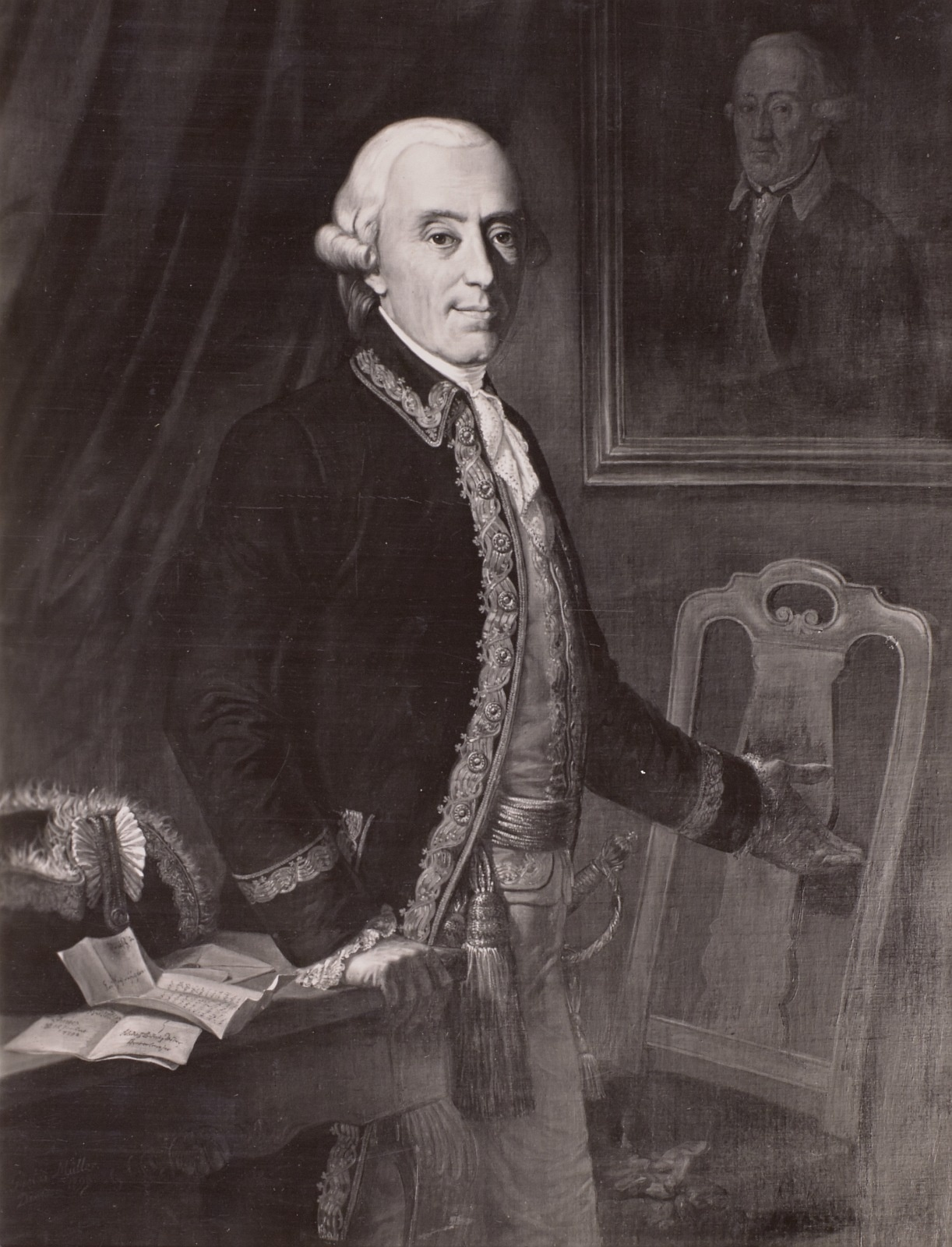
Friedrich Ludwig Aster war bis zu seinem Tod 1804 Leiter der Landesaufnahme.

Der Bayerische Erbfolgekrieg von 1778/1779 brachte die Erkenntnis, dass im Falle von Grenzstreitigkeiten mit Österreich im Bereich der Grenze zu Böhmen genaues Kartenmaterial erforderlich sein würde. Die Erste Kursächsische Landesaufnahme durch Matthias Oeder und Balthasar Zimmermann von 1586 bis 1634 lag fast 150 Jahre zurück. Die zweite Landesaufnahme, die zwischen 1713 und 1742 durch Adam Friedrich Zürner mittels Straßenvermessung und Fragebogen durchgeführt wurde, war hierfür ungeeignet.

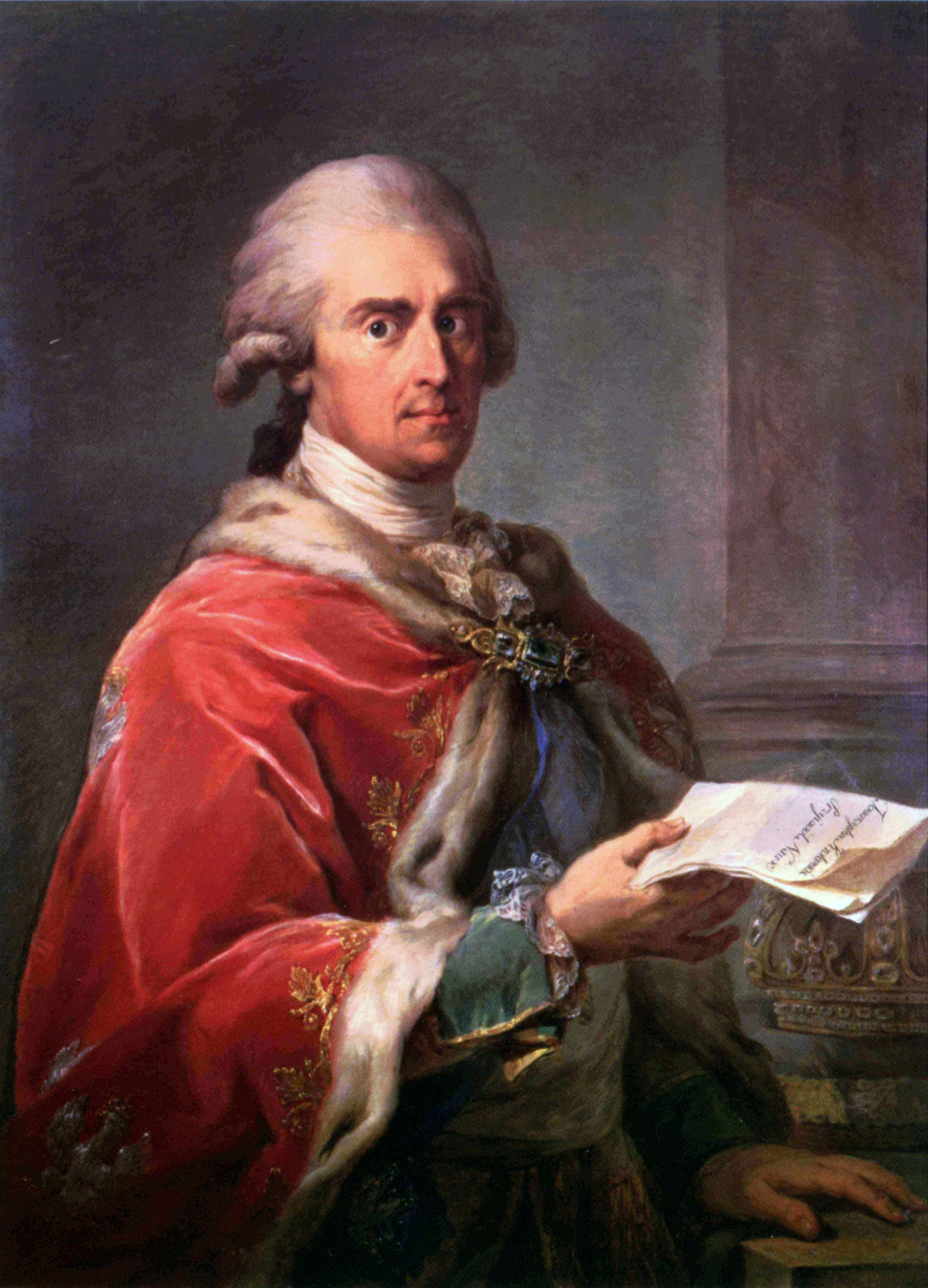
Der zwischen 1763 und 1827 regierende Kurfürst Friedrich August III. und spätere König Friedrich August I. war Auftraggeber für das militärische Kartenwerk.

Deshalb beauftragte Kurfürst Friedrich August III. im August 1780 das Ingenieurkorps der kursächsischen Armee mit einer neuen Landesvermessung. Mit der Leitung wurde der damalige Ingenieur-Major und spätere Generalmajor und Kommandant des Ingenieurkorps Friedrich Ludwig Aster betraut. Auch wenn die Aufnahme vorrangig militärische Zwecke verfolgte, sollte hiermit auch kameralistischen Bedürfnissen von Berg-, Straßen- und Wasserbau nachgekommen werden.
Aster wandte erstmals für Sachsen eine Triangulation mit Basislinie an. Nach Messung der Basislinie bei Pirna wurde ab 1781 – der militärischen Bedeutung wegen – zuerst das Gebiet rechts der Elbe aufgenommen. Dann arbeitete man sich grenznah in einem Streifen von etwa zwei Tagesmärschen am Erzgebirgskamm Richtung Westen vor. Mitte der 1790er Jahre wurde dazu übergegangen, auch das Landesinnere aufzunehmen. Neben dem Arbeitsexemplar wurde von jedem Blatt auch eine Kopie für den Kurfürsten und späteren König erstellt.
1806 wurden die Arbeiten, die immer noch strenger Geheimhaltung unterlagen, wegen des Vierten Koalitionskrieges unterbrochen. Zu diesem Zeitpunkt war nur der Südteil – etwa ein Drittel des damals noch wesentlich größeren Staatsgebiets Sachsens – kartiert. Im gleichen Jahr wurde die Militärplankammer gegründet und mit der Sichtung der militärisch nutzbaren Karten beauftragt. In der Schlacht bei Jena fielen 100 Originalblätter in die Hände der Franzosen. Später wurden auf Nachfrage auch die anderen übergeben, aber bereits im Herbst 1807 erfolgte die freiwillige Rückgabe. Auf Drängen Frankreichs wurde die Vermessung 1808 wieder aufgenommen, da insbesondere im thüringischen Teil Aufnahmen fehlten. Um zügig voranzukommen, wurde der Maßstab der Campagne-Aufnahme verringert: eine Meile wurde auf 10 Zoll abgebildet, was einem Maßstab von etwa 1:28.800 entspricht. 1809 mussten die Arbeiten abermals pausieren. Danach wurden sie in die Oberlausitz verlagert und der Maßstab abermals verringert. Die Viermeilenblätter bildeten nun die Meile auf 6 Zoll ab (Maßstab 1:48.000), blieben aber Fragmente. Im Winter 1812 und nochmals 1813 wurde das damals in der Festung Königstein gelagerte Original erneut nach Paris gebracht, aber immer wieder zurückgegeben. Nach Sachsens Niederlage in der Völkerschlacht bei Leipzig an der Seite Napoleons forderte 1813 der preußische Generalfeldmarschall Blücher Einsicht in die Karten. Die beim König verbliebene Kopie wurde gegen Quittung übergeben und befindet sich bis heute in Berlin.
Die unkartierte Fläche des Königreichs Sachsen verringerte sich deutlich, nachdem 1815 durch den Pressburger Vertrag etwa zwei Drittel des Territoriums an Preußen abgegeben werden mussten. 1819 wurde die Geheimhaltung aufgegeben und mit der Erstellung einer zivil genutzten Kopie für das Sächsische Oberbergamt begonnen. Die restlichen Landesteile (etwa 70 Blätter) wurden zwischen 1821 und 1825, nun wieder im Maßstab 1:12.000, durch die Militärplankammer unter Leitung von Jakob Andreas Hermann Oberreit aufgenommen.

## Vermessungsgrundlagen
Die Vermessung basierte auf einer geodätischen Triangulation mit Basislinie. Dieses Verfahren hatte Aster bei seinen Aufenthalten in Holland und Dänemark sowie der Übersetzung eines Werkes von Thomas Bugge studiert.

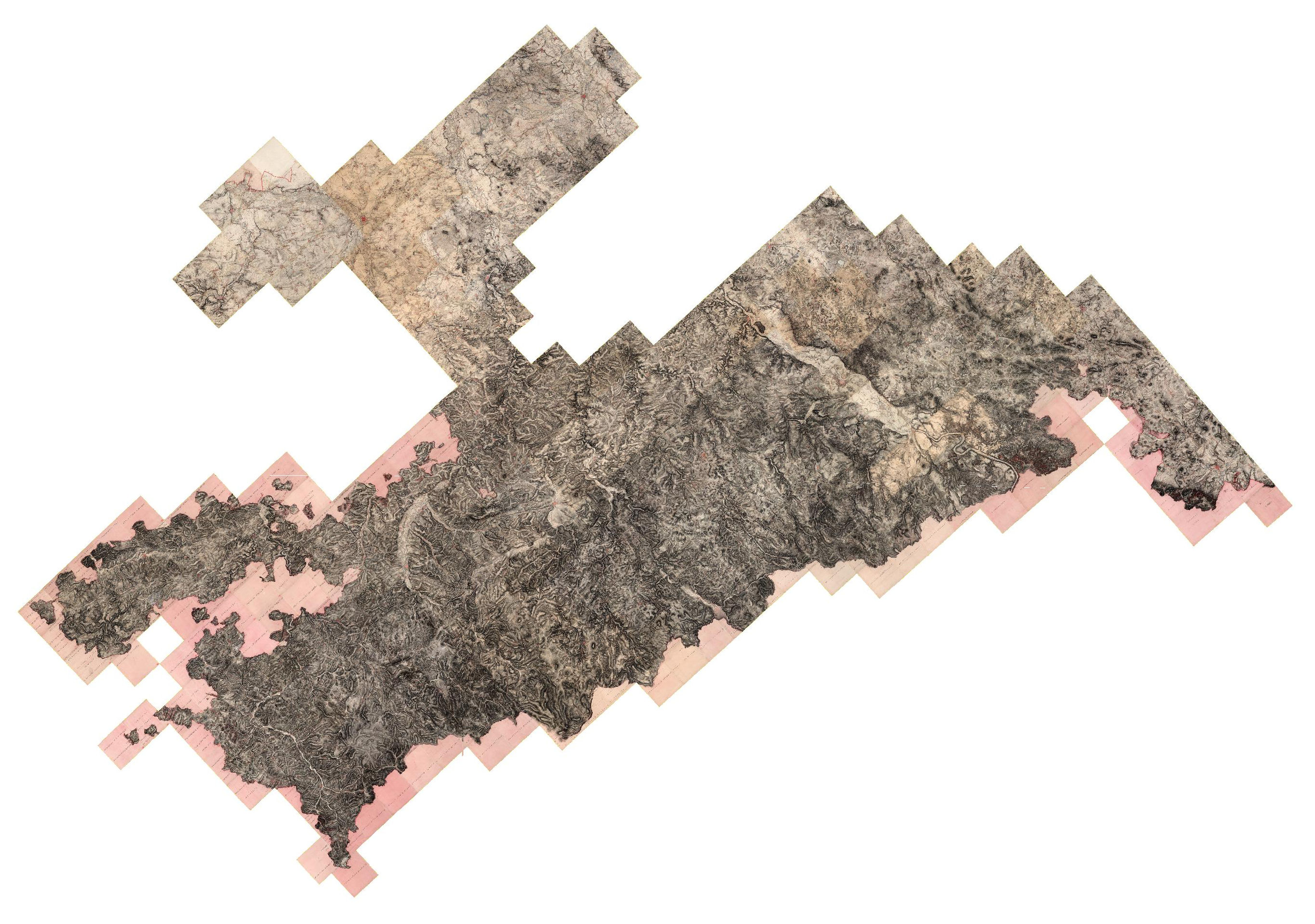
Übersicht der Meilenblätter des Berliner Exemplars mit der Ausrichtung nach Nordwest der einzelnen Blätter

Die Basislinie legte er auf die Ebenheit zwischen Sonnenstein (Pirna) und Königstein. Die 4,217 km lange Strecke wurde zwei Mal mit einer acht Dresdner Ellen langen Rute (etwa 4,57 m) vermessen, wobei der Unterschied nur 3/8 Zoll (etwa 1 cm) ausmachte. Durch die Anpassung an die natürliche Ausrichtung des Plateaus war die Vermessung und damit die Meilenblätter nicht nach Norden ausgerichtet, sondern um etwa 42 Grad nach Westen verschwenkt. Die Meilenblätter weisen somit etwa Richtung Nordwest.
Die Vermessung des Netzes 1. Ordnung wurde durch Aster selbst vorgenommen. Für die geodätischen Punkte wurden weithin sichtbare Landmarken gewählt, befestigt und mit Signalen versehen. Auch weithin sichtbare Objekte wie Kirchtürme wurden als Zielpunkte genutzt. Das Netz wurde nicht am Anfang bestimmt, sondern fortlaufend erweitert, wobei auf jedem Meilenblatt 3–4, teilweise bis zu zwölf Stationen lagen. Zur Winkelmessung wurde ein Theodolit des Dresdner Hofmechanikus Johann Sigismund Mercklein verwendet, der auf 1 Minute genau maß und Schätzungen auf 15 Sekunden zuließ. 1798 wurde das abgenutzte Gerät, mit dem bis dahin etwa 800 Stationen vermessen wurden, durch einen Theodolit aus der Werkstatt des Freiberger Bergmechanikers Johann Gotthelf Studer ersetzt. Das Netz erster Ordnung wurde durch ein Netz 2. Ordnung verdichtet. Hierfür standen Aster hochrangige Offiziere zur Verfügung. Die Geländeaufnahmen und damit weitere Verdichtung erfolgte auf dem Messtisch mit einem Diopterlineal. Details wurden nach dem Einschneideverfahren ermittelt. Hierfür standen ihm nochmals zwei Brigaden zu je sieben Personen zur Verfügung. Die heute nachgewiesenen Abweichungen liegen unter 300 m.

## Kartenwerk
Die Blätter des Kartenwerks weisen eine Größe von etwa 56,6 × 56,6 cm auf. Das entspricht einer Dresdner Quadratelle. Eine Vermessungsmeile war mit 12.000 Ellen definiert, was den ungewöhnlichen Maßstab erklärt.
Die Meilenblätter wurden mit Tusche in den Farben Schwarz, Rot, Blau und Braun gezeichnet. Der Maßstab erlaubte es, Details wie z. B. einzelne Gebäude, Bäche, Pfade und Salzlecken darzustellen. Eine Legende existiert nicht. Allerdings wurde zu jedem Blatt eine Beschreibung der militärisch relevanten Informationen angelegt.

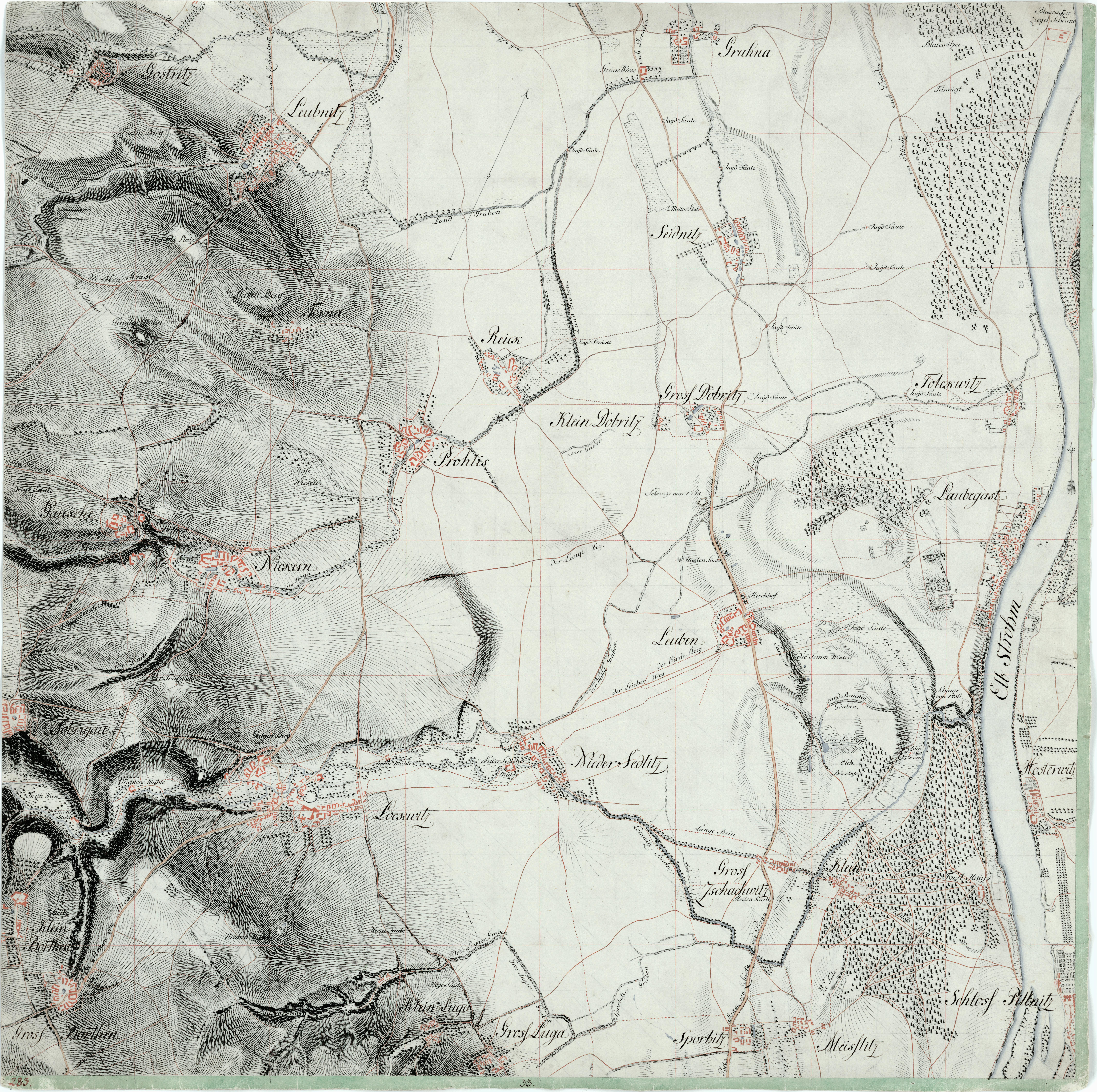
Mit Hilfe von Schraffen wurde der Landschaft ein räumliches Bild gegeben (Berliner Exemplar, Blatt 283).

Besonders bemerkenswert ist, dass mit diesem Kartenwerk auch versucht wurde, das Relief abzubilden. Hierzu wandte man das gerade erst entwickelte Verfahren der Lehmannschen Schraffen an.
Das Dresdner Exemplar, so genannt nach dem Aufbewahrungsort, ist das Original der Landesaufnahme. Mit 445 Blättern ist es das umfangreichste, aber durch die Nutzung als Arbeitsexemplar auch das am schlechtesten erhaltene. Es ist auch das einzige Exemplar mit den erläuternden Beiheften. Nachträge, wie Höhenlinien, Höhenmesspunkte, das sich seit 1830 entwickelnde Straßen- und Eisenbahnnetz sowie die wachsenden Siedlungen, wurden bis Anfang des 20. Jahrhunderts vorgenommen. In dieser Zeit war es in direktem militärischem Zugriff durch die Militärplankammer, die 1856 in Topographisches Bureau und 1903 in Abteilung für Landesaufnahme des sächsischen Generalstabes umbenannt wurde. 1919 kam es an das Landesvermessungsamt Sachsen und 1952 wurden die Blätter an das damalige Sächsische Landeshauptarchiv, heute Sächsisches Staatsarchiv, übergeben.
Das Berliner Exemplar war für den Kurfürsten – ab 1806 König – bestimmt und trägt daher auch den Namen Königsexemplar. Die Kopien wurden unmittelbar im Anschluss an die Fertigstellung des Originals, meist im Winter, durch Detailleure erstellt. Dieses auch Kleine Kopie genannte Exemplar umfasst nur 370 Blätter, da viele Aufnahmen 1815 noch nicht abgeschlossen waren, als es nach Preußen verbracht wurde. Das Exemplar gilt als das am besten erhaltene, da es, verglichen mit den anderen beiden, nur wenig genutzt wurde und kaum Nachträge aufweist. Es gibt dadurch am besten die Situation zum Aufnahmezeitpunkt wieder. Das Exemplar befindet sich heute in der Kartenabteilung der Staatsbibliothek zu Berlin.
Das Freiberger Exemplar, auch die Große Kopie, umfasst 394 Kartenblätter und wurde zwischen 1819 und 1834 für das Oberbergamt in Freiberg gefertigt. Anfangs im Stil der anderen Meilenblätter gehalten, änderte man ab 1821 die Zeichnungsart, indem die Schraffen weniger deutlich und mit grauer Farbe ausgeführt wurden. Besonderer Schwerpunkt liegt auf den Anlagen des Berg- und Hüttenwesens, die auf Anregung von August von Herder in karminroter Farbe gezeichnet wurden. Im Gegensatz zur Kleinen Kopie enthält es zusätzlich die 70 zwischen 1821 und 1825 aufgenommenen Blätter. Dafür wurden etwa 60 Blätter nicht kopiert, da das Gebiet mittlerweile zu Preußen gehörte. Hinzu kommen noch Ergänzungen aus den Jahren 1843 und 1858. Nachträge wurden bis etwa 1876 vorgenommen.
Auf der Basis von 162 Blättern der Großen Kopie und drei Blättern des Dresdner Exemplars wurden von den Markscheidern der Bergämter unter Mitwirkung von Ingenieurleutnant Kirbach die Bergamtskopien zwischen 1819 und 1853 gefertigt. Die erhaltenen 174 Blätter der Bergamtskopie umfassen hauptsächlich Gebiete mit Bergbau: das Erzgebirge sowie die Braunkohlenbergbaugebiete um Zittau und Leipzig. Ihre Qualität entspricht im Wesentlichen der Großen Kopie. Für zwölf Blätter des Gebietes um Altenberg wurde jedoch ein anderer Maßstab (1:8500) gewählt. Die Karten der Großen Kopie und der Bergamtskopie befinden sich heute im Bergarchiv Freiberg, einer Abteilung des Sächsischen Staatsarchivs.

## Folgekartenwerke

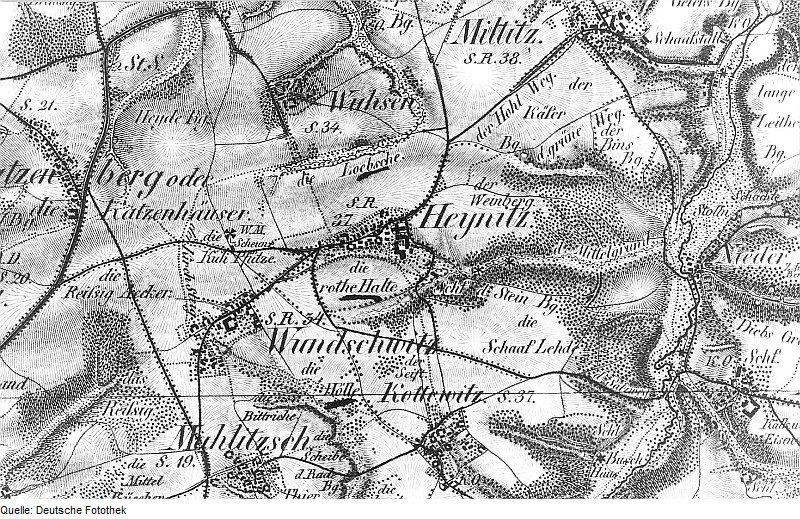
Ausschnitt aus Sect. Freiberg des Oberreit’schen Atlas

Der Topographische Atlas des Königreichs Sachsen durch Oberreit ist eine 1819 von König Friedrich August I. in Auftrag gegebene Reduktion der Meilenblätter „zum Behufe eines gemeinnützigen und öffentlichen Gebrauches“. Zu diesem Zweck wurde die Meile auf 5 statt auf 24 Zoll abgebildet und die Karten nach Norden ausgerichtet. Jedes Blatt ist 70 × 79 cm groß und stellt 30 Quadratmeilen (5 × 6 Meilen) im Maßstab 1:57.600 dar. Das Kartenwerk schrumpfte dadurch auf 22 Blätter. Der in eindrucksvollen Kupferstichen gefertigte Atlas wurde 1821 begonnen und in vier Lieferungen zwischen 1836 und 1860 veröffentlicht. Während der Erstellung wurden die Meilenblätter einer ständigen Revision unterzogen und Änderungen im Straßen- und Eisenbahnnetz sowie die wachsenden Siedlungen berücksichtigt.
Die Topographische Karte vom Königreich Sachsen stellt eine weitere Reduktion dar. In Anlehnung an die Preußische Generalstabskarte erfolgte die Darstellung im Maßstab 1:100.000. Sie wurde zwischen 1863 und 1873 durch das Topographische Bureau gefertigt, das 1856 aus der Militärplankammer hervorging. Von der Karte existiert auch eine einfachere „Ortskarte“, die auf Höhenangaben verzichtet.
Der intensive Steinkohlenbergbau im Erzgebirgischen Becken gab Veranlassung für eine Karte, die dieses Gebiet im Maßstab 1:24.000 darstellt. Für diesen Zweck wurden die Meilenblätter auf photographischem Wege reduziert und auf Schraffen verzichtet. Stattdessen enthält die Karte Flur- und Verleihgrenzen.
Die 1870 begonnene Geologische Specialkarte des Königreichs Sachsen und die Äquidistantenkarte im Maßstab 1:25.000 basieren ebenfalls auf den Meilenblättern. Da ein Ende der 1862 begonnenen Triangulation noch nicht abzusehen war, wurde das Dresdner Exemplar einer Revision unterzogen (Ortslagen, Verkehrsnetz). Die Schraffen wurden durch Höhenlinien ersetzt, die durch Krokieren ermittelt wurden.
Der Bergbau, vertreten durch das Oberbergamt und die Revierbergämter, hatte einen besonders hohen Bedarf an genauen Karten und, wegen der wirtschaftlichen Bedeutung, von Anfang großen Einfluss. Bereits zwischen 1787 und 1801 wurden trotz militärischer Geheimhaltung 16 Blätter – die sogenannten Revierkopien – auf Kosten des Oberbergamts erstellt. Die maßstäblichen Abzeichnungen waren eingenordet und hatten unterschiedlichen Umfang. Von diesen Blättern wiederum wurden Zweitkopien an die Bergämter gegeben. Nachdem das Freiberger Exemplar auf Anforderung des Oberbergamts erstellt worden war, wurden auch von diesem weitere Kopien für den Dienstgebrauch gefertigt. Die „Bergamtskopien“, 162 Blätter, wurden für die Bergämter gefertigt. Ab 1851 entstanden mit den Menselblattkopien (Mensel = Messtisch) weitere 348 Meilenblätter. Es handelt sich hierbei um vereinfachende Abzeichnungen ohne allzu viele Details, um Eintragungen vornehmen zu können. In die 99 Blätter umfassende „Stollnkarte“ wurden sogar noch bis 1940 Verleihungen eingezeichnet.
Erst mit der durch August Nagel geleiteten Königlich-Sächsischen Triangulation zwischen 1862 und 1890 sowie den darauf beruhenden Messtischblättern verloren die Meilenblätter ihre Bedeutung. Allerdings sind die zu unterschiedlichen Zeiten gefertigten Exemplare auch heute noch eine wichtige Quelle zur Orts- und Flurnamen- sowie Kulturlandschaftsforschung.
Im Rahmen eines Gemeinschaftsprojektes wurde das Berliner Exemplar 2009 blattschnittlos online als Web Map Service zur Verfügung gestellt.